# L'Amour au soleil

L'Amour au soleil est un téléfilm français réalisé par Bruno Bontzolakis et diffusé en 2003. Œuvre commanditée par la chaîne culturelle Arte, il fait partie de la collection « Masculin/Féminin » regroupant les films de dix réalisateurs.

## Synopsis
L'histoire de deux couples, l'un adolescent, l'autre grand-parent, vivent en parallèle des histoires d'amour.

## Fiche technique
- Titre : L'Amour au soleil
- Réalisation : Bruno Bontzolakis
- Scénario : Bruno Bontzolakis et Frédéric Videau
- Photographie : Katell Djian
- Décors : Patrick Colpaert
- Costumes : Marie-Hélène Aernout
- Montage : Matyas Veress
- Musique originale : Éric Thomas
- Producteurs : Jean-Pierre Guérin
- Directeur de Production : Mat Troi Day
- Sociétés de production : Arte France, GMT Productions
- Pays d'origine : France
- Genre : Comédie romantique
- Durée : 91 minutes
- Date de diffusion : 28 mars 2003 sur Arte

## Distribution
- Romain Longuépé : Benjamin
- Émeline Becuwe : Fanny
- Bernard Ballet : Lucien
- Claire Wauthion : Suzanne
- Luc Leclerc du Sablon : Frédéric
- Stéphane Varupenne : Julien
- Frédéric Baron : Jules
- Pia Waeghemacker : Marion
- Alexandre Carrière : Le banquier